# Janikovszky Éva-díj
A Janikovszky Éva-díjat a 2003-ban elhunyt Janikovszky Éva írónőről elnevezett irodalmi alapítvány hozta létre 2007-ben, azzal a szándékkal, hogy olyan művészeket díjazzon, akik a felnőtt és a felnövekvő nemzedék együttélésének helyzeteit, történéseit hitelesen képesek bemutatni.

## Díjazottak
- Marék Veronika író, illusztrátor (2007)
- Alföldi Róbert színész, rendező (2007)
- Lackfi János költő (2010)
- Rigó Béla író, költő (2010)
- Varga Márta, a Janikovszky Éva iskola igazgatója (2011)
- Nógrádi Gábor író (2013)
- Bartos Erika író, illusztrátor (2018)
- J. Kovács Judit drámapedagógus, Kerekítő hálózatvezető (2023)
- Zágoni Balázs író (2023)

## Más, hasonló nevű díj
2013-ban a Budapest X. kerületében működő Kőbányai Janikovszky Éva Magyar-Angol Két Tanítási Nyelvű Általános Iskola nevelőtestülete és az Arany-Bánya Alapítvány a diákok és pedagógusok kitüntetésére Janikovszky-díj néven díjat alapított .